# 2905 Plaskett
2905 Plaskett (1982 BZ2) là một tiểu hành tinh vành đai chính được phát hiện ngày 24 tháng 1 năm 1982 bởi Ted Bowell ở Flagstaff (AM). Nó được đặt theo tên nhà thiên văn học Canada John Stanley Plaskett và Harry Hemley Plaskett.